# سلماز قربانوا
سلماز قربانوا (ترکی آذربایجانی: Solmaz Cəbrayıl qızı Qurbanova; ۱۳ نوامبر ۱۹۳۹ – ۴ ژوئن ۲۰۱۳) بازیگر آذربایجانی دریافت کننده لقب افتخاری هنرمند خلق آذربایجان بود.

## زندگی‌نامه
سلماز قربانوا در سال ۱۹۳۹ در شهر باکو به دنیا آمد. از سال ۱۹۵۵ آغاز به فعالیت در تئاتر دولتی تماشاگران جوان آذربایجان کرد. او عمدتاً نقش پسران نوجوان را بازی می‌کرد.
سلماز قربانوا در ۴ ژوئن سال ۲۰۱۳ در باکو درگذشت.

## جوایز
- هنرمند خلق آذربایجان - ۲۲ مه ۱۹۹۱[۳]
- هنرمند افتخاری جمهوری سوسیالیستی آذربایجان شوروی - ۱۹۷۹[۴]